# Église Saint-Christophe de Nort-sur-Erdre
Pour les articles homonymes, voir Église Saint-Christophe.
 (mars 2018).
Si vous disposez d'ouvrages ou d'articles de référence ou si vous connaissez des sites web de qualité traitant du thème abordé ici, merci de compléter l'article en donnant les références utiles à sa vérifiabilité et en les liant à la section « Notes et références ».
L'église Saint-Christophe de Nort-sur-Erdre est une église de style néogothique, l'une des plus vastes du département de la Loire-Atlantique. Elle est le principal clocher de la paroisse Saint Martin du Val d'Erdre. Elle comprend une importante collection de vitraux.

## Localisation
L'église est située dans le bourg de Nort-sur-Erdre, place de l'église. C'est l'une des six églises de la paroisse Saint Martin du Val d'Erdre, rattachée à la zone pastorale Erdre et Loire.
Érigée en 2003, elle regroupe les communautés de Casson – Joué-Sur-Erdre – Les Touches – Notre-Dame-des-Langueurs – Nort-sur-Erdre et Petit-Mars.

## Historique

### Construction

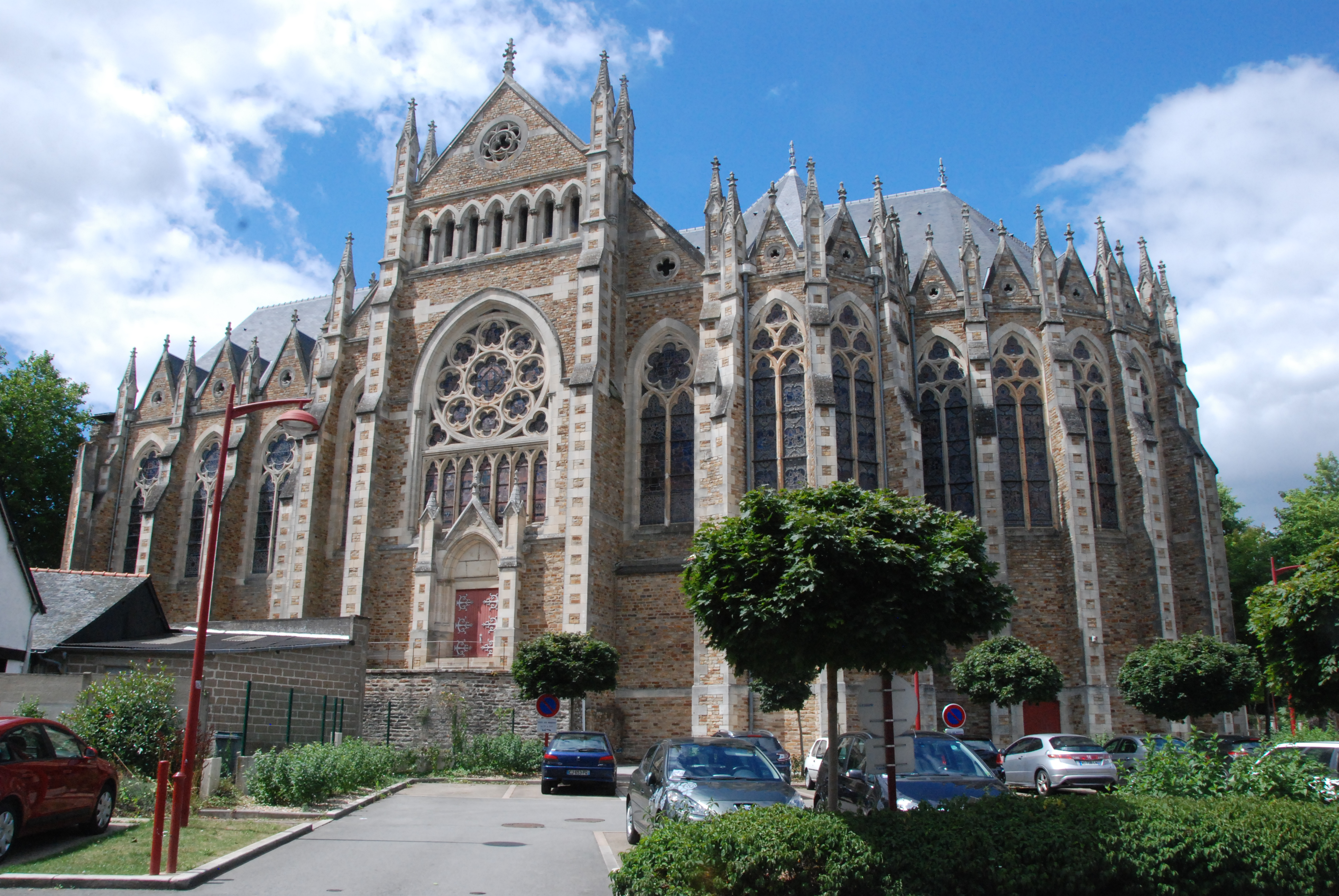

L'idée initiale était de restaurer et d'agrandir l'ancienne église, édifiée en 1834-1835. Mais, le curé Cassard décide d'entreprendre la construction d'une nouvelle église, plus spacieuse et plus aérée. En effet, l'église de 1835, dont il ne reste aujourd'hui que l'ancien clocher - achevé en 1841-1842 - se présente comme un bâtiment très simple, peu lumineux et surtout trop exigu pour accueillir les Nortais.
Jean-Marie Cassard fait réaliser un plan par l'architecte nantais François Bougoüin, mais il se heurte à d'importants problèmes financiers, n'ayant pas récolté la totalité de la somme nécessaire à la construction. La première pierre est posée le 19 mars 1898, jour de la Saint Joseph. Le chantier est confié à un entrepreneur nortais, François Blandin, qui a également construit l'église de Vay et le clocher de Saint-Nicolas de Châteaubriant.
Cette nouvelle église est construite suivant une orientation Sud-ouest Nord-est, en partie sur un terrain nommé « le coin maudit ». La première tranche (chœur et transept) est achevée en 1900-1901. Une fois celle-ci réalisée, on abat l'ancienne église préservée jusque-là, afin de permettre la continuité des célébrations. On conserve cependant le clocher, afin de pouvoir battre le rappel des fidèles.

### Un clocher séparé
Le prieuré Saint-Georges est fondé par des moines dépendant de l'abbaye de Marmoutier (Indre-et-Loire) en 1073, époque de la construction de la chapelle Saint-Georges. D'après la tradition, les pierres des constructions romaines auraient servi à l'édification de la première église. Par la suite, une autre église à nef unique est édifiée : elle abritait les tombeaux du seigneur Cornulier et du peintre de Dinan, Jean Tiffaiet, décédé en 1593. L'église perd son clocher en 1740. Une nouvelle église Saint-Georges est reconstruite en 1833 dont il ne subsiste que le clocher. Les moines resteront cinq siècles à Nort-sur-Erdre.

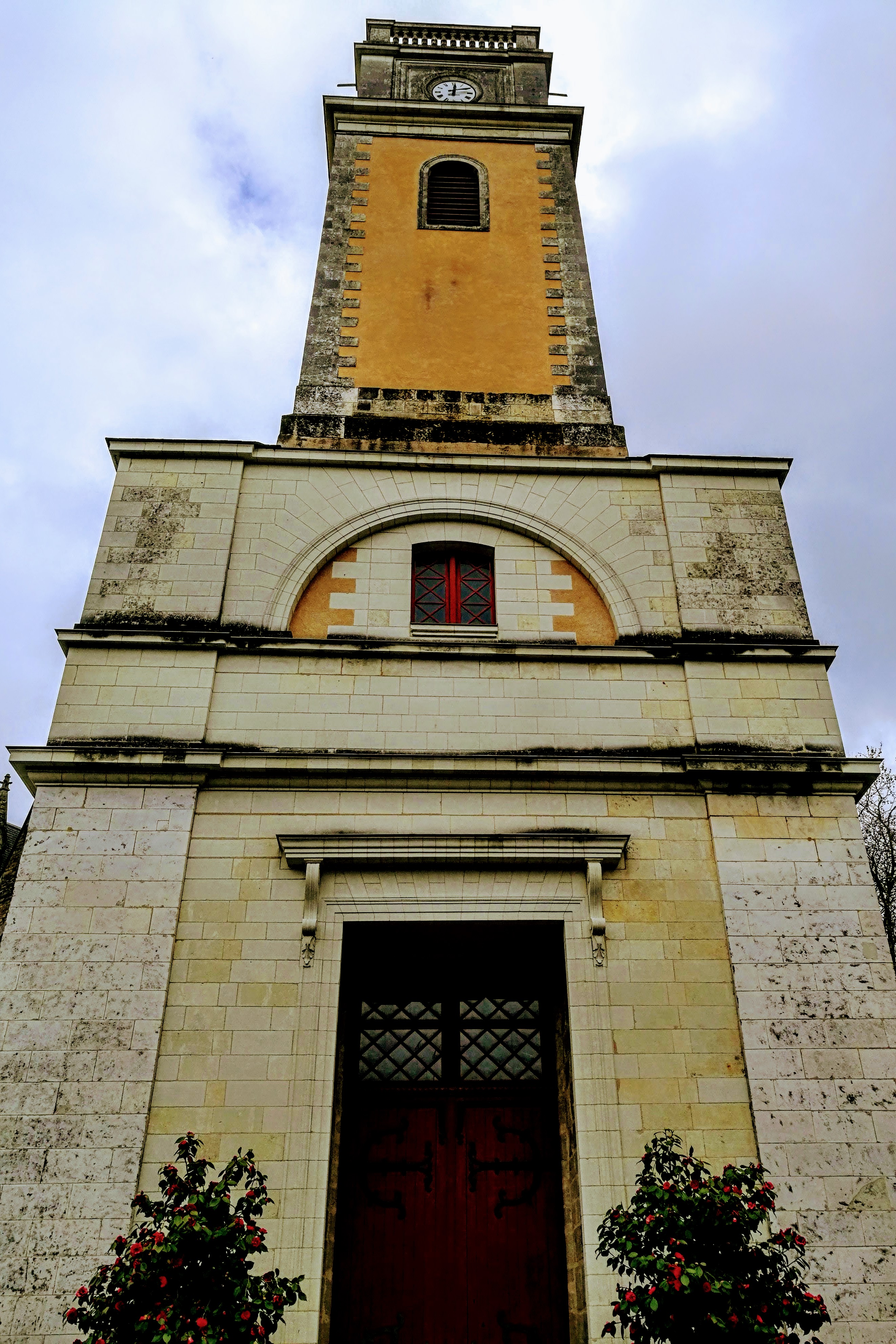
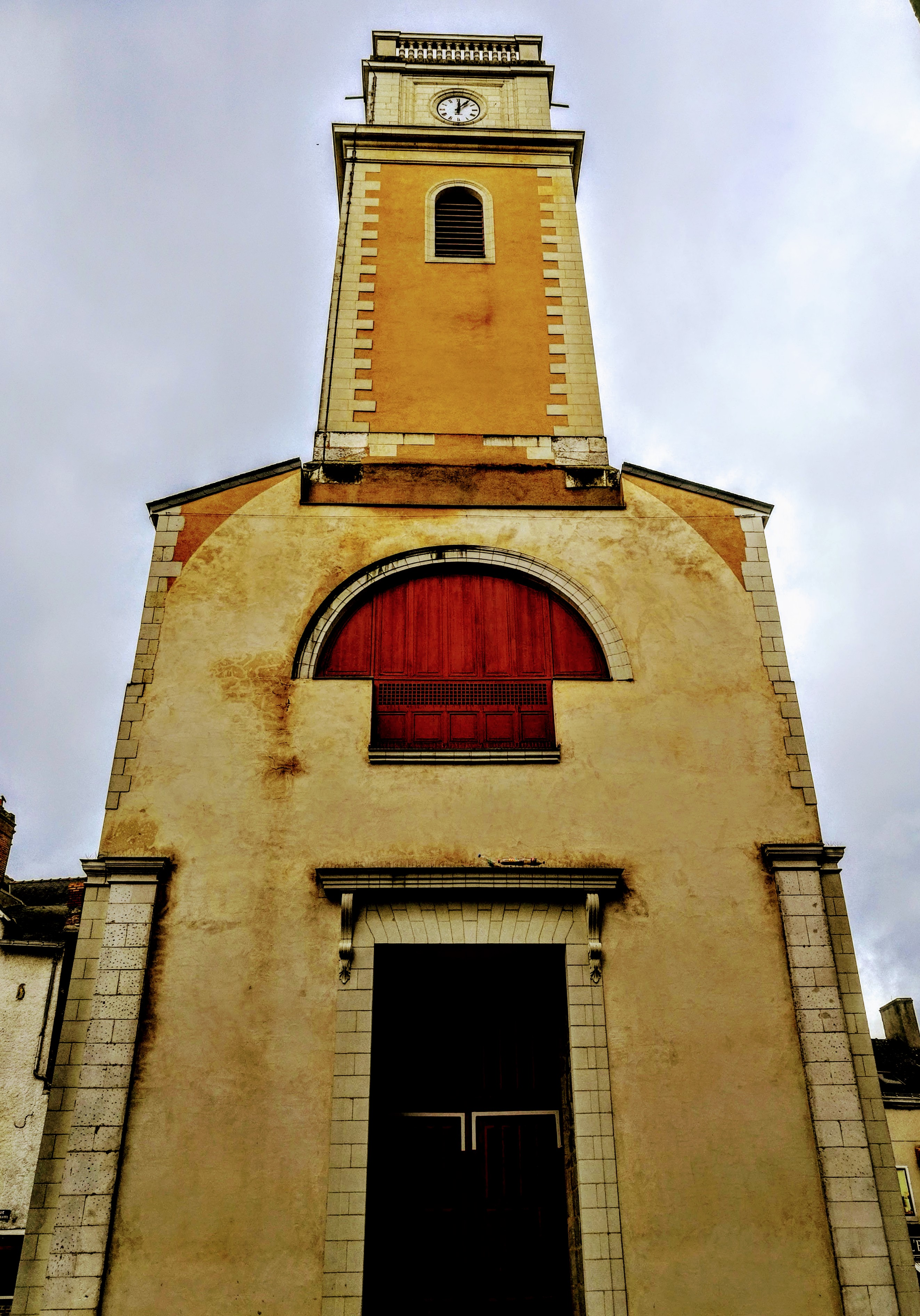

Gardé en 1902 pour raisons budgétaires, le clocher possédait encore à la fin du XIXe siècle un petit belvédère à bulbe au sommet. Arasé d'au moins un étage après, il est aujourd'hui surmonté par une terrasse.

## Description

### Intérieur

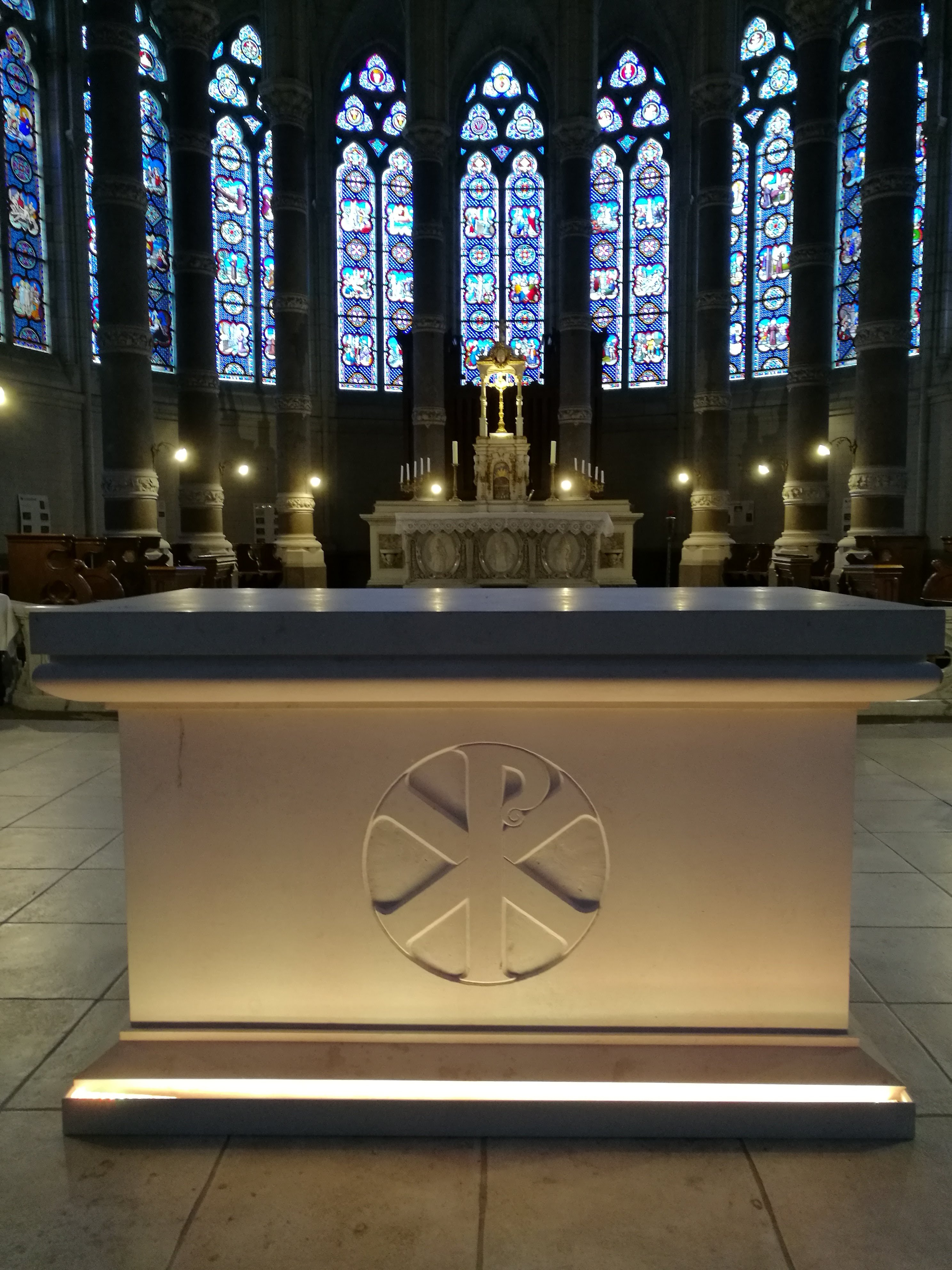
Maître-autel et autel
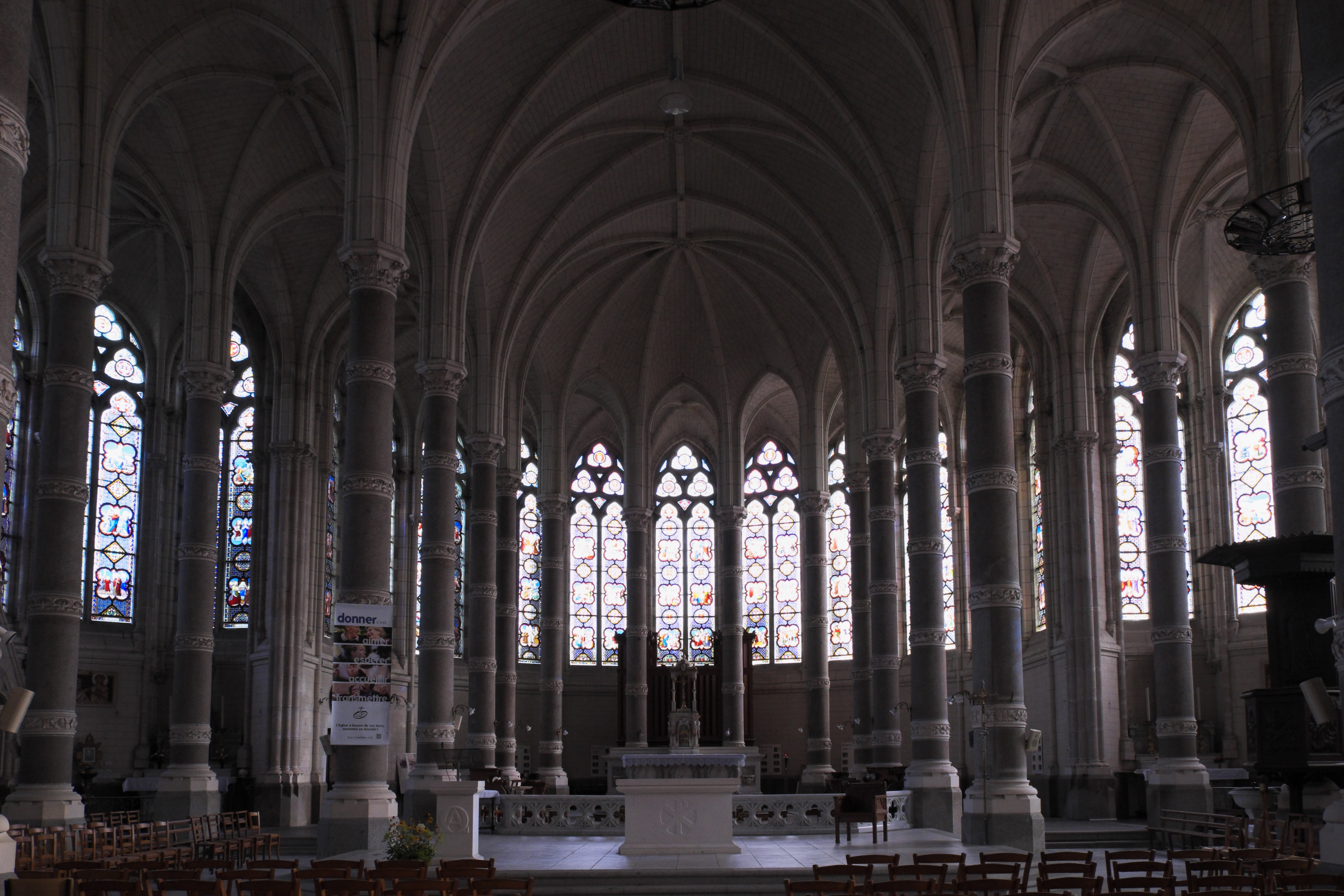
Chœur
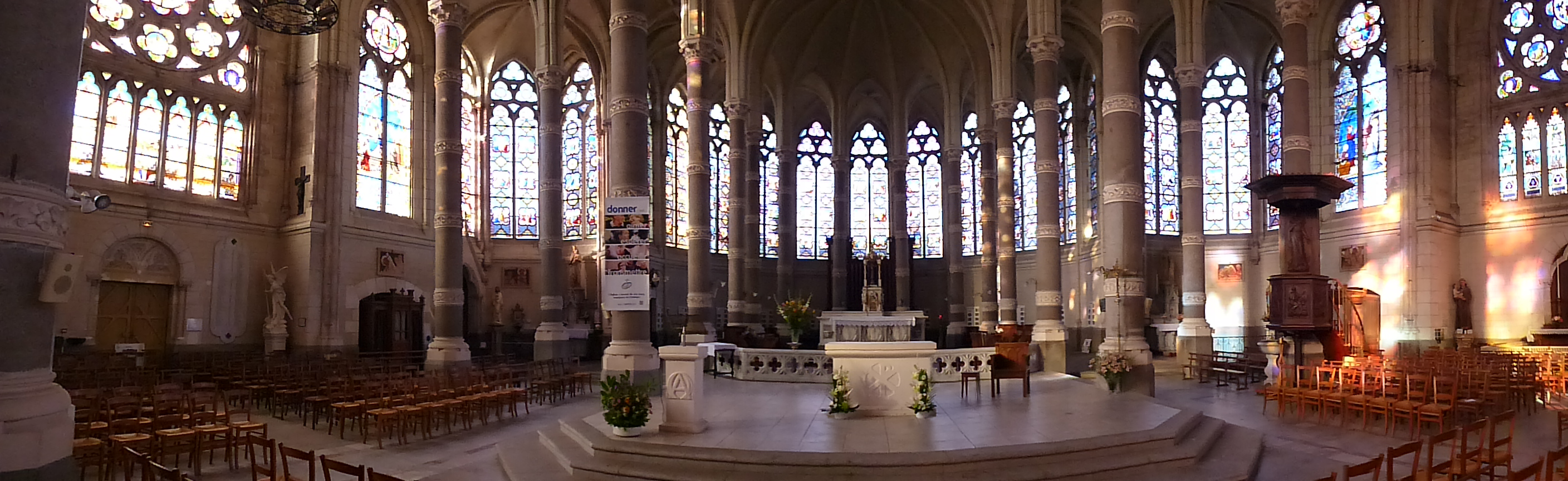
Chœur
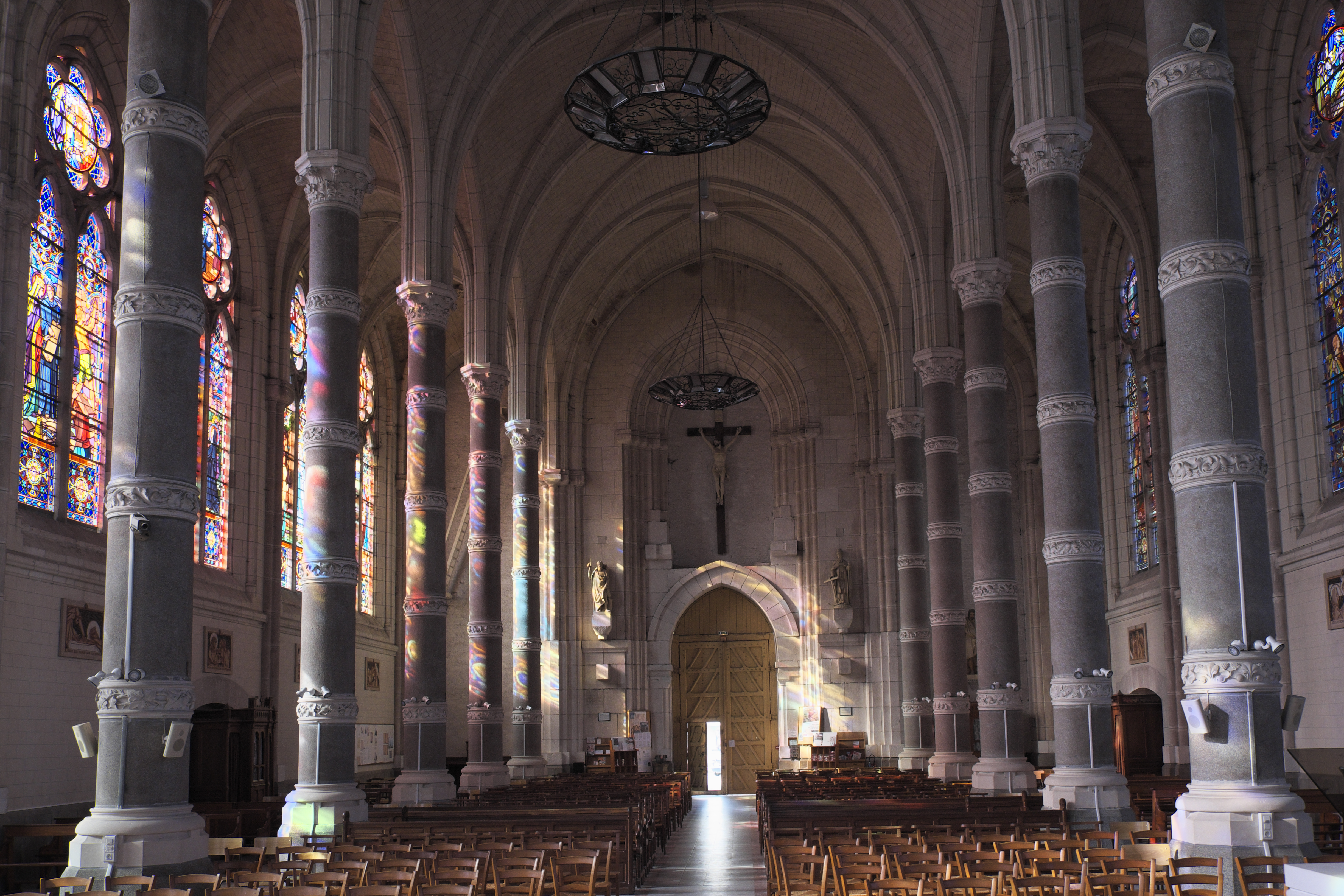
Nef de l’église Saint-Christophe de Nort-sur-Erdre

### Jeu de vitraux
Les vitraux du chœur ont été posés dès 1902, par la Manufacture Saint-Clément de Nantes. Ceux-ci se rattachent à un style imitant celui du Moyen Âge. Les scènes qui y sont représentées se rapportent à Saint Christophe, patron de l'église, ainsi qu'à certains saints locaux ou régionaux. D'autres scènes font référence aux évangiles et aux cultes de Marie ou Sainte Anne, bien ancrés dans cette région et plus généralement en Bretagne.

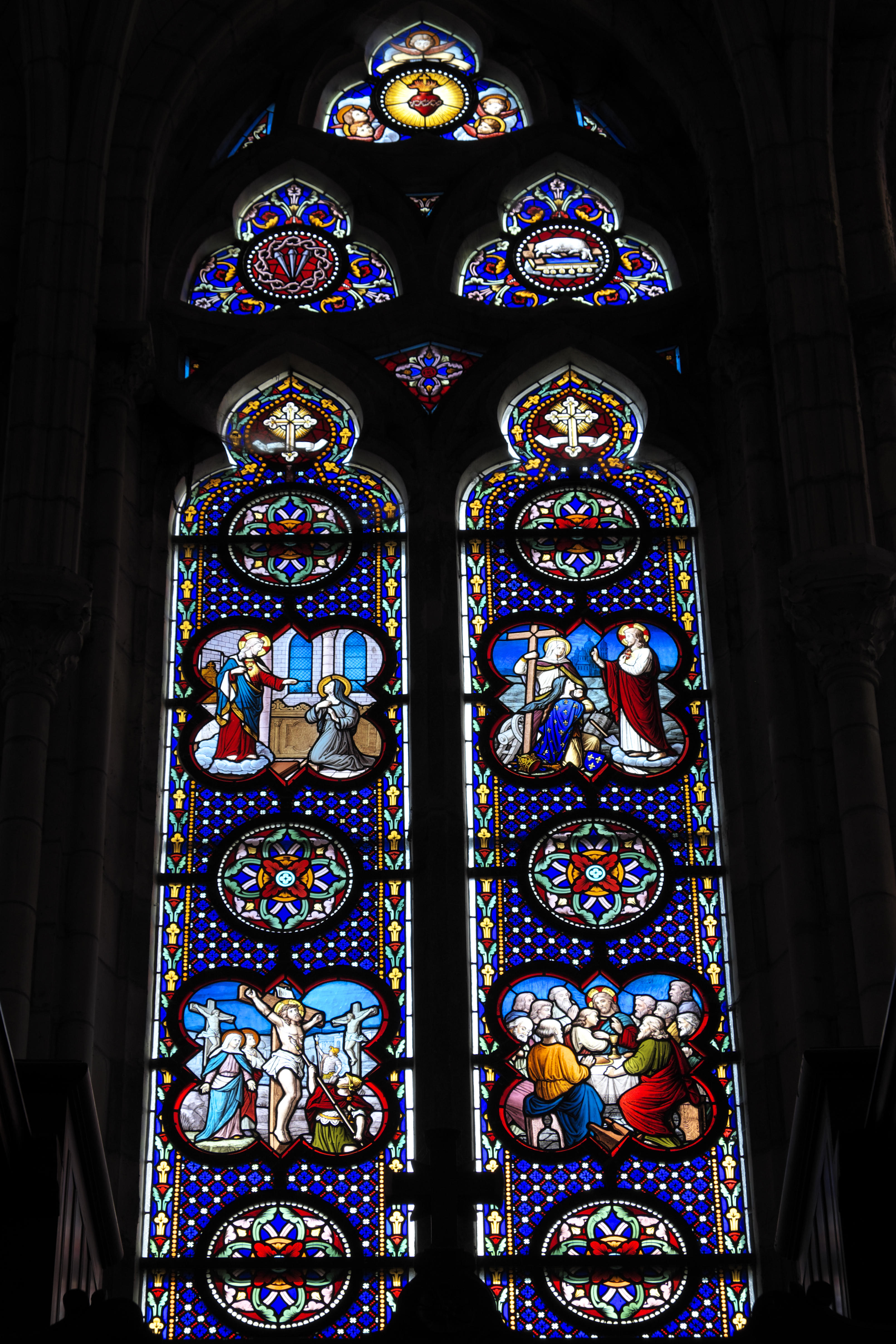
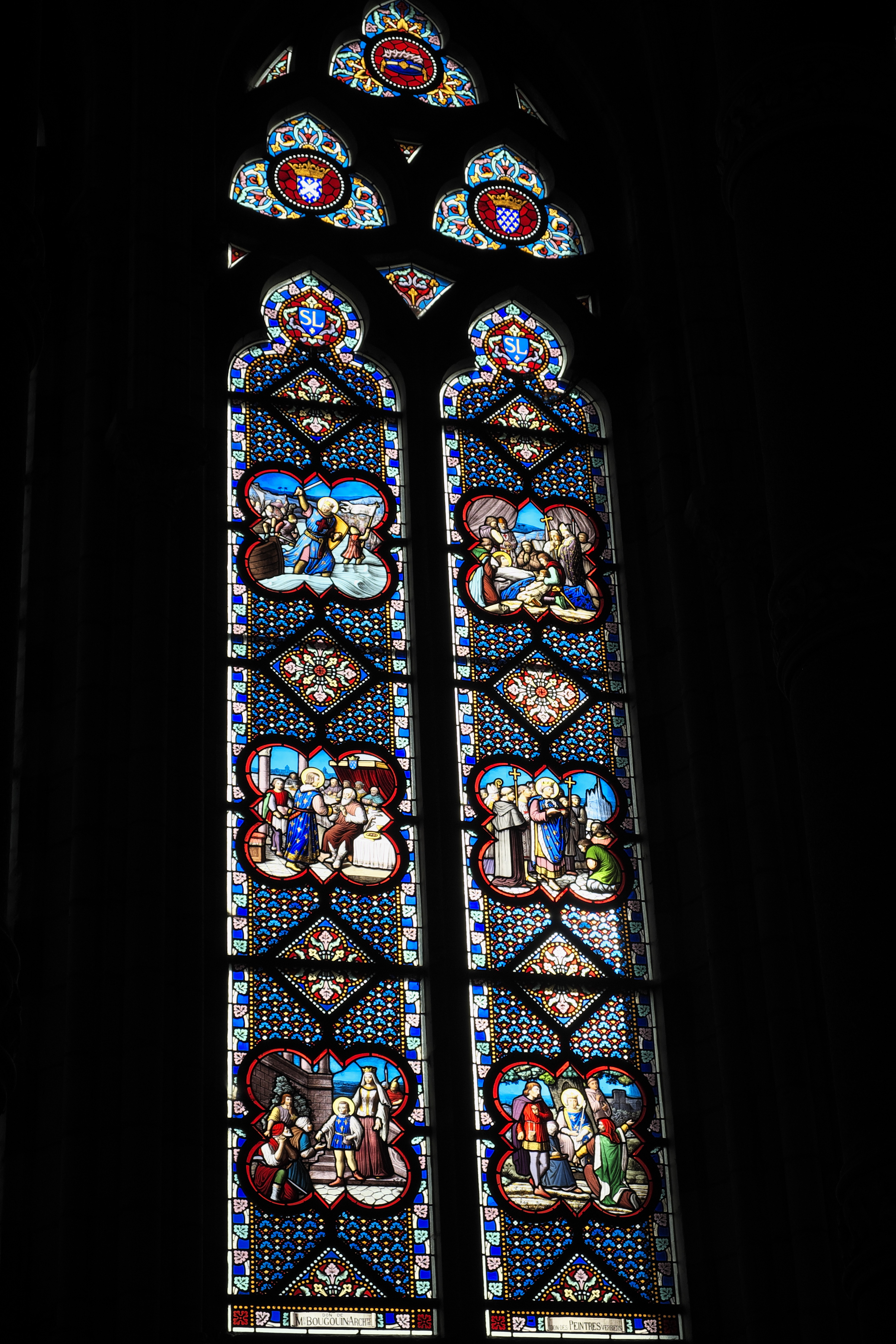

Les vitraux du transept sont d'une toute autre thématique. Les scènes y exaltent le patriotisme avec : d'un côté les durs combats de la Grande guerre et ses maréchaux victorieux, tel Foch ; de l'autre Sainte Jeanne d'Arc, symbole d'une France qui se bat et ne renonce pas dans les moments difficiles.
Les retours de transept voient commencer une série consacrée aux grands saints de France, tels Sainte Geneviève ou Sainte Thérèse, série qui se poursuit dans la nef. De facture plus récente, ces vitraux font montre d'un renouvellement du vitrail avec l'utilisation accentuée de couleurs chatoyantes, contrastant avec les tons bleutés du chœur.

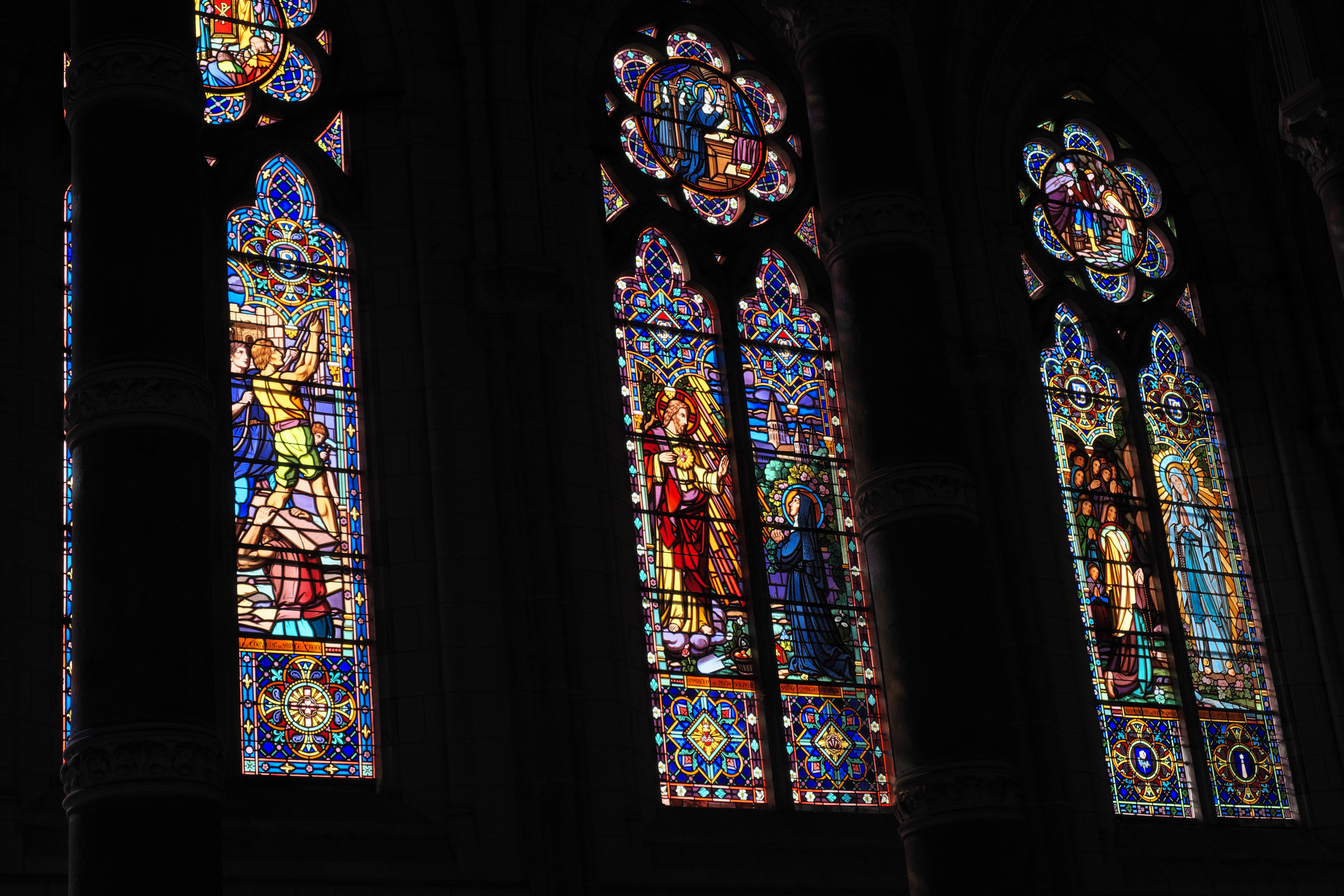
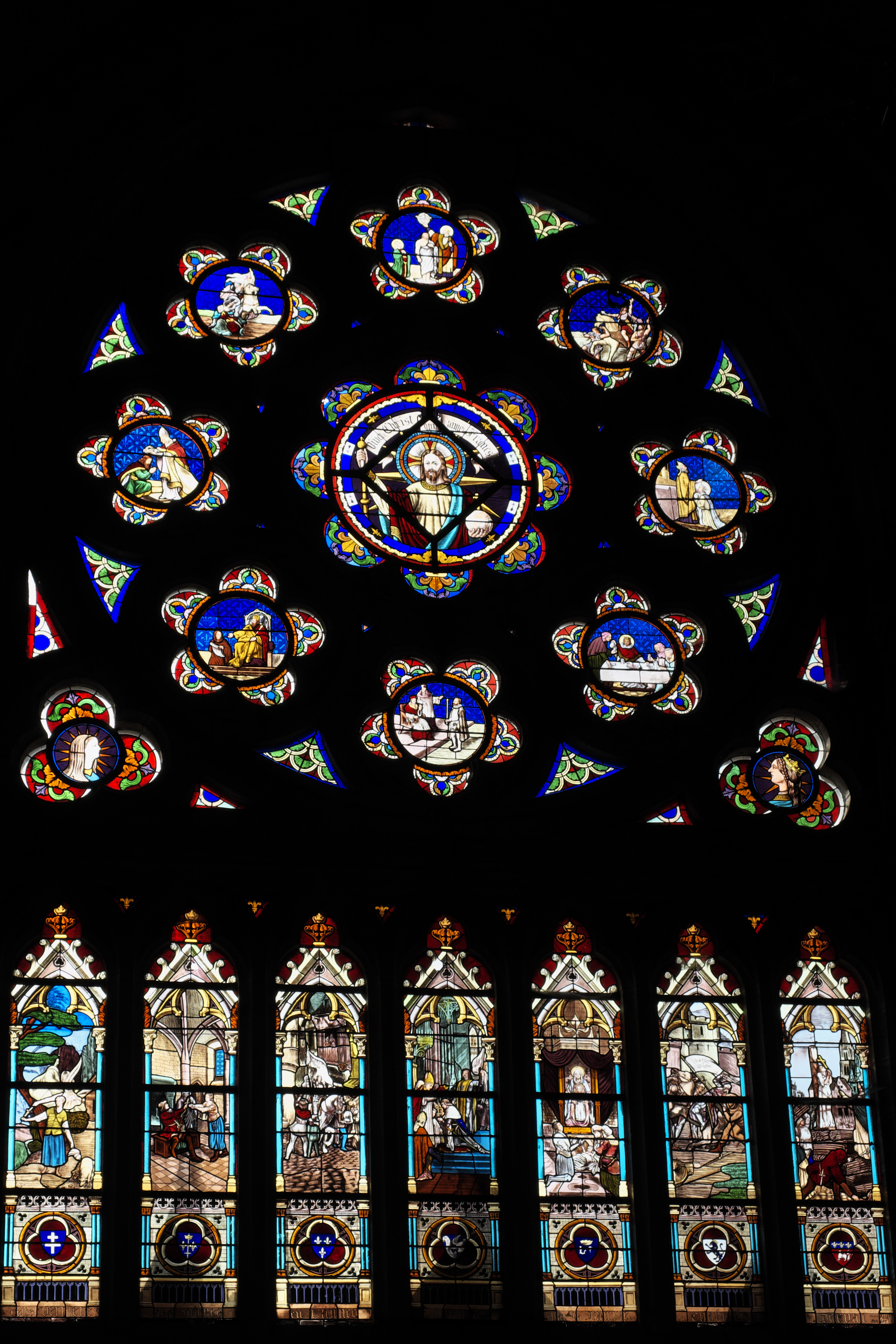

## L'église dans les médias
Un épisode de l'émission « Chez vous » de la chaîne locale Télénantes a été consacré à l'église Saint-Christophe de Nort-sur-Erdre.